# Nagler-Rolz
Nagler-Rolz foi uma parceria criada por Bruno Nagler e Franz Rolz em que ambos criaram o primeiro helicóptero ultraleve portátil do mundo, o Nagler-Rolz NR 54.

## Aeronaves criadas[2]
- NR 54
- NR 55
- NR Helicogyro
- NR RI
- NR RII